# Гагарин, Николай Владимирович
Князь Никола́́й Влади́мирович Гага́рин (1830—1886) — генерал-лейтенант русской императорской армии. Внук князя И. А. Гагарина.

## Биография
Родился 18 (30) декабря 1830 года в Тамбовской губернии в семье князя Владимира Ивановича Гагарина (1806—1860) и его жены Екатерины Васильевны, урожд. Сабуровой (1810—1868).
Образование получил в Императорском училище правоведения. В конце 1848 года был исключён из III класса училища и направлен служить на Кавказ при следующих обстоятельствах: 

…Два старших воспитанника III класса князь Гагарин и «польский уроженец» Беликович, рассуждая в кафе-ресторане Лерха за обедом в компании пяти товарищей о деле Петрашевского, «позволили себе высказать довольно резкие суждения по поводу отношения к нему правительства». Далее у одного из воспитанников училища были найдены какие‑то вольнодумные записки. За крамолу юноши были исключены из училища и сосланы. Князя Гагарина направили служить на Кавказ, в пехотный полк, а Беликовича — в Оренбургский край, где в 1853 году он погиб.— Конисская Л. М. Чайковский в Петербурге.
Тогдашний директор училища правоведения князь Н. С. Голицын в своих воспоминаниях раскрывает подробности этой истории, которая, по его словам, произошла не в 1848, а в конце зимы 1848/49 учебного года. По утверждению Н. Эйдельмана, арест и ссылка студентов стала отзвуком борьбы за влияние двух спецслужб: «Кружок петрашевцев был раскрыт благодаря усердию агентуры министерства внутренних дел, Орлов же и Дубельт получили сведения лишь за три дня до арестов. Николай I был недоволен ротозейством III отделения… Желая проявить усердие, Дубельт взялся за училище правоведения и буквально вытряс доносы на двух студентов — Беликовича и Гагарина, — после чего Беликовича отдали в солдаты (где он и погиб), Гагарина отправили юнкером в армию, а директору влепили „строгий выговор с занесением в формуляр“. …Только эта быстрая полицейская мера помогла Дубельту удержаться на своем посту начальника III отделения».
19 марта 1849 года он поступил подпрапорщиком на службу в Московский пехотный полк, 1 июня того же года был переведён в Рязанский пехотный полк и 10 августа 1850 года — в пехотный генерал-фельдмаршала князя Варшавского графа Паскевича-Эриванского полк; 28 мая 1852 года был прикомандирован к резервному батальону Самурского пехотного полка.
За отличие в делах против горцев 17 июля 1852 года при урочище Каргул-Канух, 27 октября 1852 года был произведён в прапорщики; 27 апреля 1853 года назначен полковым адъютантом. За отличие в деле 28 марта 1854 года при ауле Урхарарахе 5 июля того же года произведён в поручики; 12 июля 1858 года назначен исполняющим должность адъютанта при начальнике главного штаба Кавказской армии.
За отличие в делах против горцев 19 января 1859 года был произведён в поручики; за отличие в деле 25 августа 1859 года при взятии аула Гуниб — последней твердыни имама Шамиля — 15 сентября того же года был произведён в штабс-капитаны и 28 февраля 1860 года награждён орденом Святого Станислава 3-й степени с мечами и бантом.
С 6 октября 1860 года назначен исполняющим должность адъютанта при главнокомандующем Кавказской армией. За отличие в делах против горцев 9 октября 1861 года произведён в капитаны и 19 декабря того же года назначен адъютантом при военном министре; 19 апреля 1864 года переведён в лейб-гвардейский Преображенский полк.
18 августа 1873 года назначен чиновником особых поручений 5 класса при военном министре. С 9 марта того же года — член комиссии при военном министре для приёма просьб и распределения пособий; 1 января 1874 года был произведён в генерал-майоры; 16 декабря 1878 года назначен чиновником особых поручений 4 класса при военном министре; 15 сентября 1881 года назначен членом общего присутствия временной комиссии для окончания дел и счетов действующей армии; 28 января 1886 года был произведён в генерал-лейтенанты с увольнением со службы с мундиром и пенсией.
Умер 1 (13) октября 1886 года, похоронен на кладбище Александро-Невской лавры.
Его жена Анна Павловна (1825—1919), дочь генерал-майора П. В. Попова, дожила до Октябрьской революции и умерла в глубокой старости. Их дочь Елена вышла замуж за своего троюродного брата Александра Васильевича Попова, острожского уездного предводителя дворянства.

## Награды
- Орден Св. Станислава 3-й ст. с мечами и бантом (28.12.1860)
- Орден Св. Станислава 2-й ст. с императорской короной и мечами (31.03.1868)
- Орден Св. Анны 2-й ст. (28.03.1871)
- Австрийский орден Железной короны 2-й ст. (11.07.1872)
- Персидский орден Льва и Солнца 2-й ст. со звездой (2.07.1873)
- Орден Св. Владимира 4-й ст. (30.08.1874)
- Орден Св. Владимира 3-й ст. (11.11.1878)
- Орден Св. Станислава 1-й ст. (01.01.1881)
- Орден Св. Анны 1-й ст. (30.08.1884)